# John Munroe Longyear

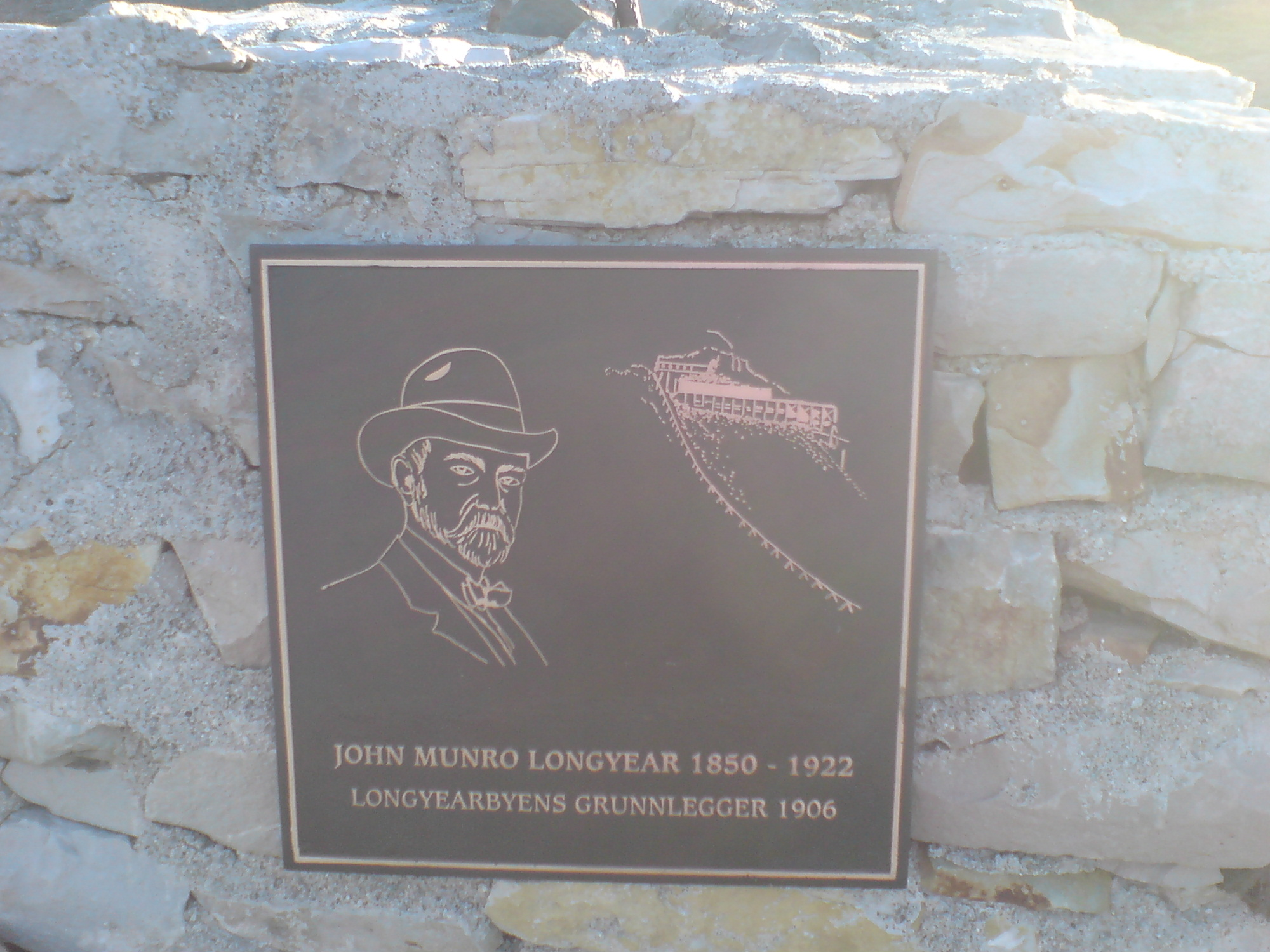
Monument en memòria de John Munro Longyear a Longyearbyen

John Munro Longyear (Lansing, 15 d'abril de 1850 – Brookline, 28 de maig de 1922) va ser un important home de negocis estatunidenc en els sectors de la fusta i dels minerals i la figura central en la companyia Arctic Coal Company la qual explorà i explotà mines de carbó a Spitsbergen, actualment anomenat Svalbard, des del 1905 al 1916. Aquesta companyia va desenvolupar un assentament a Spitsbergen capaç d'acomodar uns 500 treballadors anomenat Longyear City, el qual amb el pas dels anys va esdevenir l'actual capital de Svalbard, Longyearbyen. Aquest assentament era adjacent a la badia d'Advent.
J. M. Longyear va néixer a Lansing, Michigan. Longyear va ser alcalde de Marquette, Michigan, del 1890 al 1891. Ell va ser un dels fundadors, el 1890, de l'Huron Mountain Club, prop de Big Bay, Michigan. L'any 1906 fundà l'Arctic Coal Company associat amb Frederick Ayer i altres petits accionistes. John Munro Longyear era el principal propietari de l'Arctic Coal Company la qual tenia la seu central a Boston, Massachusetts. Longyear arribà a Svalbard l'any 1901, i comprà la Tronhjem Spitsbergen Kulkompani el 1904.
Store Norske Spitsbergen Kulkompani inicià un consorci d'inversors noruecs el 1916, el qual comprà Arctic Coal Company i les terres d'Ayer i Longyear aquell mateix any. Aleshores van fer mineria del carbó a gran escala a la regió de la vall d'Advent i a Sveagruva, la qual havia estat una mina sueca. J. M. Longyear morí a Brookline, Massachusetts.